# 石片工具

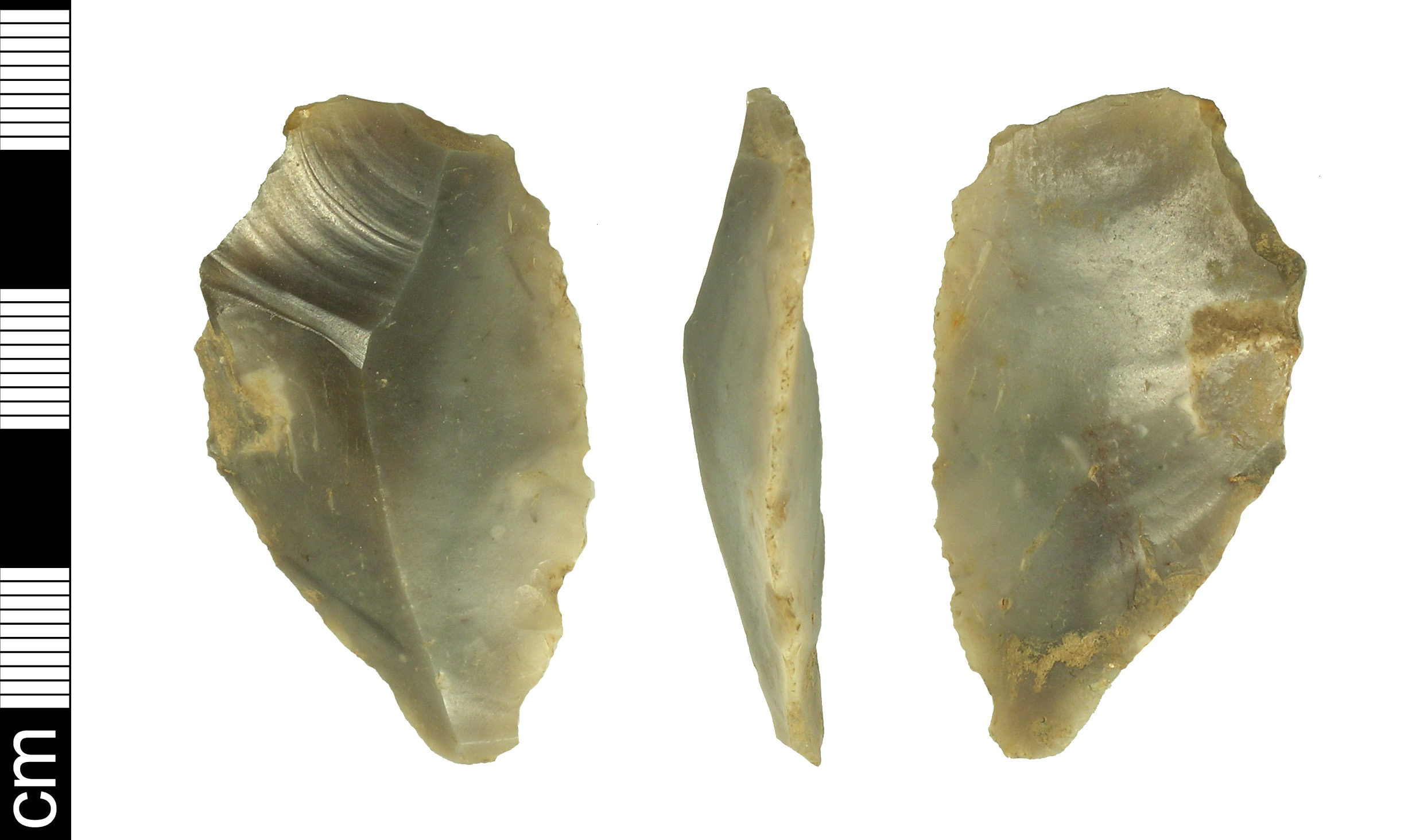
新石器時代的燧石石片工具，發現於英國赫特福德郡。

石片工具在考古學中是一種石器時代的石器，從預先準備好的石核敲下石片而產生。與其它工具相比，史前人類通常更偏好這些石片工具，因為這些工具通常很容易製造，不但鋒利也很容易修復。石片工具可以透過削尖修整來製造刮削器或雕刻器。其可用剝落燧石碎屑的方式塑造而成，也可透過折斷一大片燧石然後將其作為工具。之所以能透過這種「削片」的效果製作是因為石頭的自然特性所致，其近邊緣處會在受到敲擊時裂開。這種透過敲擊燧石來製造石片工具的方式利用了石器消去法（Lithic reduction），石器消去法指的是從一塊較大的石頭中取出石片，以達到所需的工具形狀和尺寸。一開始的石頭被稱為石核，有三個步驟。
1. 第一步是硬錘敲擊（Hard hammer percussion）。包括敲掉較大的石片來獲得石片工具所需的石核。使用硬錘敲擊時，會使用變質岩或火成岩（如花崗岩或石英）敲擊石頭以製成石片工具。這種方法通常用於剝落大塊堅硬岩石的石片核心。
2. 第二步是軟錘敲擊（Soft hammer percussion）。包括使用骨製的錘子，通常是鹿角，以便從石核上敲下石片。駝鹿（moose）、馬鹿（elk）、鹿（deer）等動物的鹿角通常最常被使用，這種鹿角讓使用者更易控制所敲下石片的大小及形狀。當石頭比較脆的時候，也會使用軟錘敲擊。
3. 最後一步是加壓剝落（Pressure flaking）。它需要使用一塊骨頭、鹿角或一塊硬木，以便更好地控制從石核上脫落的石片。只需簡單地向外及向下施加壓力即可製成最終的石片工具。